# Luis Oliveira
Luis Airton Oliveira Barroso est un footballeur belgo-brésilien né le 24 mars 1969 à São Luís (Maranhão), au Brésil reconverti entraîneur. Il a représenté l'équipe nationale belge après sa naturalisation en 1992.

## Biographie
Luis Oliveira est le cinquième enfant d’une famille de sept. Il a grandi au milieu des animaux dans une favela brésilienne. Aujourd’hui, il est devenu un père comblé, heureux et qui vit sur une côte de Sardaigne le long de la Méditerranée.
Luis Oliveira est né en 1969 au nord-est du Brésil d'un père mécanicien et ex-footballeur, et d'une mère qui élève sept enfants. Les conditions de vie n'étaient pas faciles et le football a très vite été une échappatoire pour lui.
À 15 ans, il joue en équipe première ans le club de Tupan, où il est repéré par José Rubulotta, qui lui propose un contrat dans l’équipe belge d'Anderlecht.
Il incorpore l’équipe réserve d’Anderlecht à 16 ans et demi, aux côtés du capitaine Marc Wuyts, et intégrera rapidement l’équipe première. Au total, il jouera 4 saisons soldées par un titre, une finale européenne et une deuxième place au Soulier d’or.  En 1992 il intègre l’équipe nationale belge, ayant obtenu la nationalité.
Oliveira est transféré en fin de saison à Cagliari, club de la Serie A pour un montant avoisinant les 3,8 millions d'euros.
En quatre années passées en Sardaigne, Oliveira malgré des moments d'adaptation difficiles, devient un joueur plus complet et percutant.
En 1996, il est transféré à la Fiorentina. Là aussi Luis a des difficultés à s'imposer au départ mais Batistuta le conseille et l'« encadre ». Lors de sa troisième saison à la Fiorentina, il est aligné comme médian, position qui ne lui convient pas et l'année d'après il retourne à Cagliari. Le club passera de la D1 à la D2.
Oliveira commence alors un parcours en D2 italienne. Celui-ci débute par Bologne et ensuite Côme et une saison victorieuse soldée par 23 buts et le titre de meilleur buteur du championnat. Le club monte en D1.  Il part jouer à Catane en Sicile, où il marquera 28 buts en deux saisons.
Il continuera sa carrière professionnelle jusqu’en 2010.

## Statistiques en championnat
| Année     | Equipe               | Championnat    | Matchs | Buts |
| --------- | -------------------- | -------------- | ------ | ---- |
| 1988-1989 | RSC Anderlecht       | Jupiler League | 5      | 0    |
| 1989-1990 | RSC Anderlecht       | Jupiler League | 26     | 8    |
| 1990-1991 | RSC Anderlecht       | Jupiler League | 33     | 18   |
| 1991-1992 | RSC Anderlecht       | Jupiler League | 31     | 10   |
| 1992-1993 | Cagliari Calcio      | Serie A        | 29     | 7    |
| 1993-1994 | Cagliari Calcio      | Serie A        | 29     | 12   |
| 1994-1995 | Cagliari Calcio      | Serie A        | 30     | 7    |
| 1995-1996 | Cagliari Calcio      | Serie A        | 33     | 15   |
| 1996-1997 | AC Fiorentina        | Serie A        | 31     | 9    |
| 1997-1998 | AC Fiorentina        | Serie A        | 33     | 15   |
| 1998-1999 | AC Fiorentina        | Serie A        | 30     | 2    |
| 1999-2000 | AC Fiorentina        | Serie A        | 1      | 0    |
| 1999-2000 | Cagliari Calcio      | Serie A        | 24     | 4    |
| 2000-2001 | Bologne FC           | Serie A        | 17     | 1    |
| 2001-2002 | Côme Calcio 1907     | Serie B        | 38     | 23   |
| 2002-2003 | Calcio Catania       | Serie B        | 37     | 13   |
| 2003-2004 | Calcio Catania       | Serie B        | 37     | 15   |
| 2004-2005 | US Foggia            | Serie C1       | 14     | 0    |
| 2004-2005 | Venezia Calcio       | Serie B        | 17     | 5    |
| 2005-2006 | AS Lucchese-Libertas | Serie C1       | 20     | 3    |
| 2006-2007 | FC Nuorese Calcio    | Serie C2       | 32     | 10   |
| 2007-2008 | FC Nuorese Calcio    | Serie C2       | 31     | 15   |
| 2008-2009 | Derthona             | Serie D        | 32     | 16   |
| 2009-2010 | Muravera             | Régionale      | 12     | 14   |

## Palmarès
- Vainqueur du Championnat de Belgique de football en 1991
- Vainqueur de la coupe de Belgique en 1988 et 1989
- Vainqueur de la Supercoupe de Belgique en 1987
- Vainqueur de la Supercoupe d'Italie en 1996
- Meilleur buteur de Serie B en 2003 (23 buts)